# توماس هدبرگ
توماس هدبرگ (انگلیسی: Thomas Hedberg) قایقران قایق بادبانی اهل بریتانیا است.